# Nelson Chiquet
Nelson Chiquet (* 19. September 1997 in Courgenay JU) ist ein Schweizer Eishockeyspieler, der seit 2018 bei den GCK Lions in der Swiss League unter Vertrag steht.

## Spielerlaufbahn
Chiquet wurde in der Nachwuchsbewegung des HC Ajoie ausgebildet. Auf die Saison 2013/14 wechselte er in die Jugend von Fribourg-Gottéron. Im Laufe der Saison 2016/17 gab er sein Debüt in Fribourgs Herrenmannschaft in der National League A sowie in der Champions Hockey League und unterschrieb bei Gottéron Anfang März 2017 seinen ersten Vertrag als Berufeishockeyspieler.

### Nationalmannschaft
Chiquet erhielt Einsätze in den Schweizer Nationalmannschaften der Altersklassen U16, U17 und U18.